# Смирнов, Павел Васильевич
Павел Васильевич Смирнов (10 [22] октября 1894, село Костома, Галичский уезд, Костромская губерния, Российская империя — 10 декабря 1954, Москва, РСФСР) — советский государственный деятель, нарком (министр) мясной и молочной промышленности СССР (1939—1946).

## Биография
Родился в крестьянской семье.
В 1935 году окончил Московский инженерно-строительный институт.
В январе 1918 — ноябре 1919 гг. — председатель правления Галичского райпотребсоюза, заместитель уездного продкомиссара.
С ноября 1919 г. — военный комиссар 31-го военно-строительного отряда (Псков), начальник и военком 2-го управления военно-полевых сооружений Западного фронта.
В январе 1922 — марте 1923 гг. — начальник отдела снабжения Главвоенстроя, Москва.
- 1923—1930 гг. — инструктор Московского союза потребительских обществ (МСПО); председатель Бауманского районного общества потребителей; заведующий отделом, заведующий управлением, заместитель председателя правления МСПО; управляющий строительным трестом.
- 1935—1937 гг. — начальник и главный инженер строительства Московского рыбокомбината Наркомата пищевой промышленности СССР.
- 1937—1938 гг. — заместитель начальника Главного управления строительства Наркомата пищевой промышленности СССР.
- 1937—1938 гг. — заместитель,
- 1938—1939 гг. — народный комиссар пищевой промышленности РСФСР,
- 1939—1946 гг. — народный комиссар (с марта 1946 г. — министр) мясной и молочной промышленности СССР.
- 1946—1953 гг. — начальник Главного управления животноводческих совхозов Московской зоны Министерства мясной и молочной промышленности СССР.

С июня 1953 г. — директор Государственного института по проектированию предприятий мясной и молочной промышленности Министерства легкой и пищевой промышленности СССР.
Член РСДРП(б) с марта 1917 г. В 1939—1952 гг. — член Центральной ревизионной комиссии ВКП(б). Депутат Верховного Совета СССР 2 созыва.

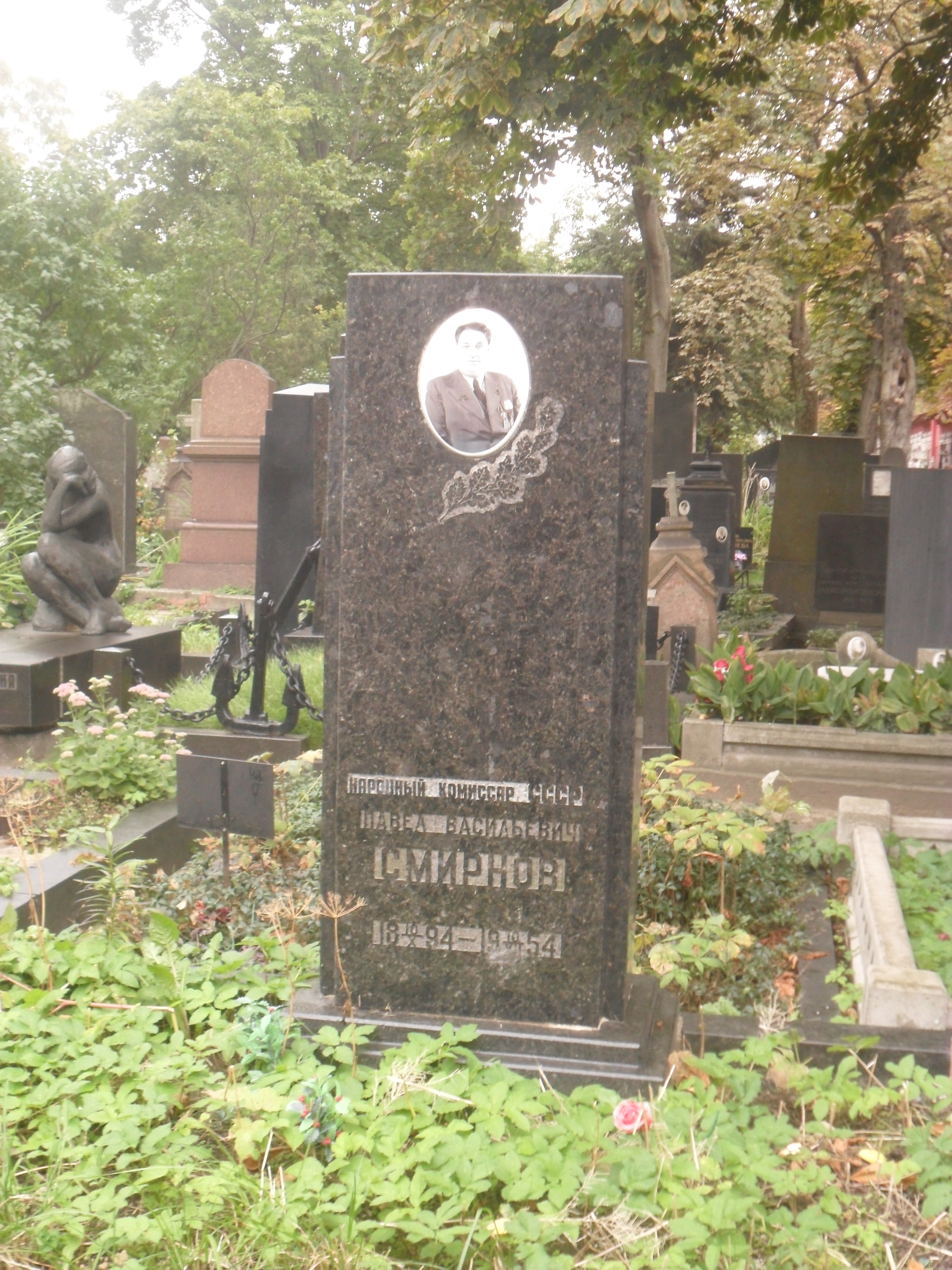
Могила Смирнова на Новодевичьем кладбище Москвы.

Военинженер 1 ранга.
Похоронен на Новодевичьем кладбище в Москве.

## Награды и звания
Награждён орденом Ленина, орденом Трудового Красного Знамени, орденом Красной Звезды, медаль за оборону Москвы, медаль за оборону Ленинграда, медаль за доблесный труд в Великой отечественной войне.